# Josefina Huguet
Josefina Huguet i Salat (anche conosciuta come Giuseppina Huguet; Barcellona, 22 settembre 1871 – Barcellona, 1950) è stata un soprano spagnola.
Il suo primo maestro fu Francisco Bonet. Fece il suo debutto al Teatro Liceu di Barcellona (1888, Lakmé) e iniziò ben presto a compiere varie tournée in Europa e in Sud America. Esordisce con successo nel 1896 alla Scala (Ophelia nell'Hamlet di Thomas), nel 1898 alla New York Academy of Music di New York, al Municipal di Santiago e nel 1897-1898 in vari teatri russi. Riappare quindi a Barcellona (1898), a Roma (trionfando nei Puritani all'Argentina, 1899), a Varsavia (1899-1900), ancora in vari teatri italiani a Firenze, Venezia, Napoli (1901) e Trieste (1902). Rientra a Barcellona nel 1903-1904 e, dopo qualche anno di attività, si ritira infine dalle scene.
Specializzata in ruoli di 'coloratura' quali Rosina, Elvira e Amina, si accostò con successo anche a tessiture liriche interpretando personaggi quali Mimì. La sua voce era straordinariamente agile, dolce, ferma e musicale. Oggi è ricordata principalmente grazie alle sue numerose registrazioni, che vanno dall'aria della Regina della notte all'Ave Maria di Desdemona e includono il ruolo di Nedda nella prima registrazione completa dei Pagliacci del 1907.
Fonti
J.B. Steane. "Huguet, Josefina." The New Grove Dictionary of Opera. Ed. Stanley Sadie. Grove Music Online. Oxford Music Online. Oxford University Press. Web. 11 Nov. 2016.<http://www.oxfordmusiconline.com/subscriber/article/grove/music/O007375>.
DEUMM, v. 3, 1986, p. 660, s.v. 'Huguet de Arnold, Giuseppina'
Le grandi voci, Roma, 1964, coll. 387-392, s.v. 'Huguet de Arnold, Giuseppina', di J. P. Kenyon
Altre fonti
http://www.cantabile-subito.de/Sopranos/Spanish_Coloratura_Sopranos/spanish_coloratura_sopranos.html